# Blickling Hall

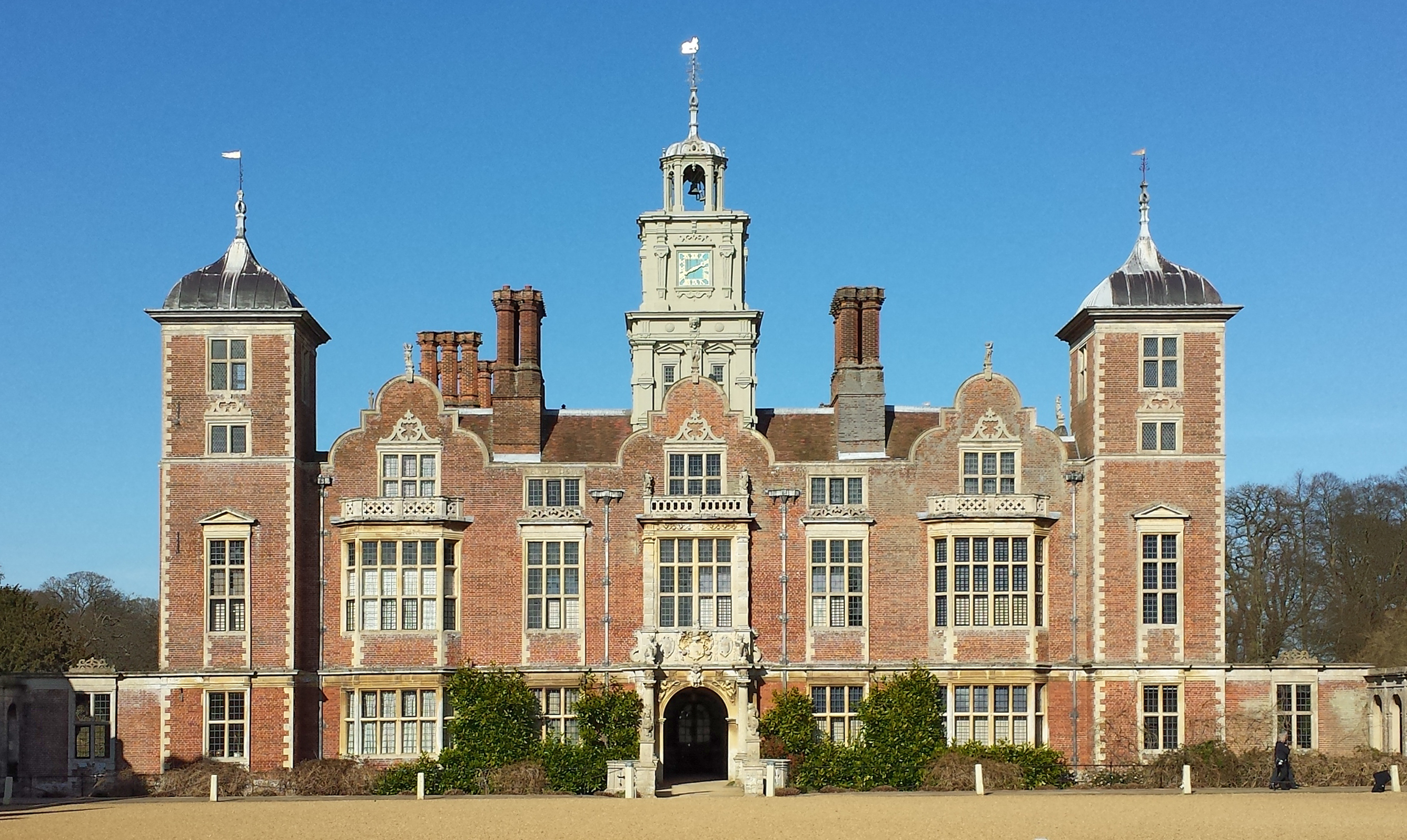
Blickling Hall

Blickling Hall is een gebouw bij het dorp Blickling, dat sinds 1940 tot de National Trust behoort.
Het is misschien het huis waar Anna Boleyn in het begin van de 16de eeuw werd geboren.

## Geschiedenis
In de 15de eeuw was het huis van John Fastolf, die in de Honderdjarige Oorlog fortuin had gemaakt. Van 1499 tot 1507 was het huis eigendom van Thomas Boleyn; hij was diplomaat in de Nederlanden en later in Frankrijk. Hij trouwde met de 20-jarige Elisabeth Howard. Men neemt aan dat hun eerste drie kinderen, waaronder hun dochter Anna, op Blickling Hall geboren werden. In 1507 verhuisden ze naar Hever Castle in Sevenoaks, waar ze nog twee kinderen kregen, die echter op jonge leeftijd overleden.
Op de ruïne van het huis van Boleyn werd in de tijd van koning James I de huidige Hall gebouwd door de familie Holbert.
De Hall heeft in het midden een grote trap, die zich naar links en naar rechts splitst. Boven die splitsing is een groot glas-in-loodraam met Vlaams en Duits glas uit de 15de en 16de eeuw. Er is ook een Chinese slaapkamer met een Chinees zwartgelakt kastje uit het begin van de 18de eeuw en een houten hemelbed uit 1760.
Tijdens de Tweede Wereldoorlog werd het huis gebruikt door het RAF-personeel van vliegveld Oulton. In een van de kamers is een klein museum ingericht over RAF Oulton.

## Spookgeruchten
Blickley Hall is van alle National Trust-eigendommen het huis met de meeste spoken.
Men zegt dat Anna Boleyn nog steeds rondspookt in Blickling Hall, maar ook in andere oude gebouwen. Aangezien haar leven eindigde toen zij onthoofd werd, wordt haar geest ook als verschijning zonder hoofd gezien. De verhalen over het spook van Anna Boleyn startten in de Tudor-tijd, korte tijd na haar overlijden. 
Blickling Hall heeft nog een tweede spook. Omdat Sir Thomas volgens de overlevering naliet zijn dochter te helpen, wordt zijn rijtuig nog steeds opgejaagd. Het verhaal werd pas rond 1800 bekend. De paarden, de koetsier en de passagiers hebben geen van allen een hoofd.